# Assistant personnel
« PDA » redirige ici. Pour les autres significations, voir PDA (homonymie).
Pour les articles homonymes, voir ADP et pocket PC.

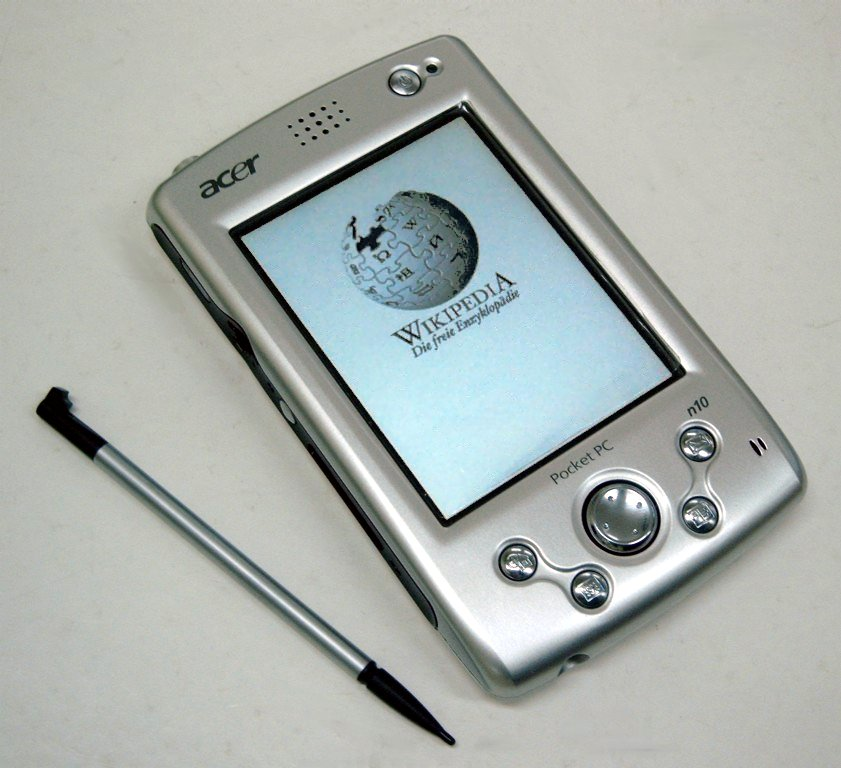
Un appareil PC Acer N10 de 2005

Un assistant personnel est un outil constitué,
- dans sa version simple, d'un carnet ou de quelques fiches ;
- dans sa version évoluée, d'un appareil numérique portable (dans sa version évoluée, il est aussi appelé assistant personnel numérique, assistant personnel intelligent, assistant électronique de poche, pocket PC, ou personal digital assistant (PDA)).

L'objectif d'un assistant personnel est d'aider un individu dans l'exécution de certaines tâches comme la gestion d'un agenda ou la gestion d'un carnet d'adresses.
Le terme assistant personnel intelligent est aussi utilisé pour désigner le logiciel qui anime les assistants personnels les plus évolués, les ordinateurs, les tablettes, les téléphones cellulaires et les autres appareils électroniques dans leur fonction d'assistance à des individus pour l'exécution de diverses tâches.

## Évolution

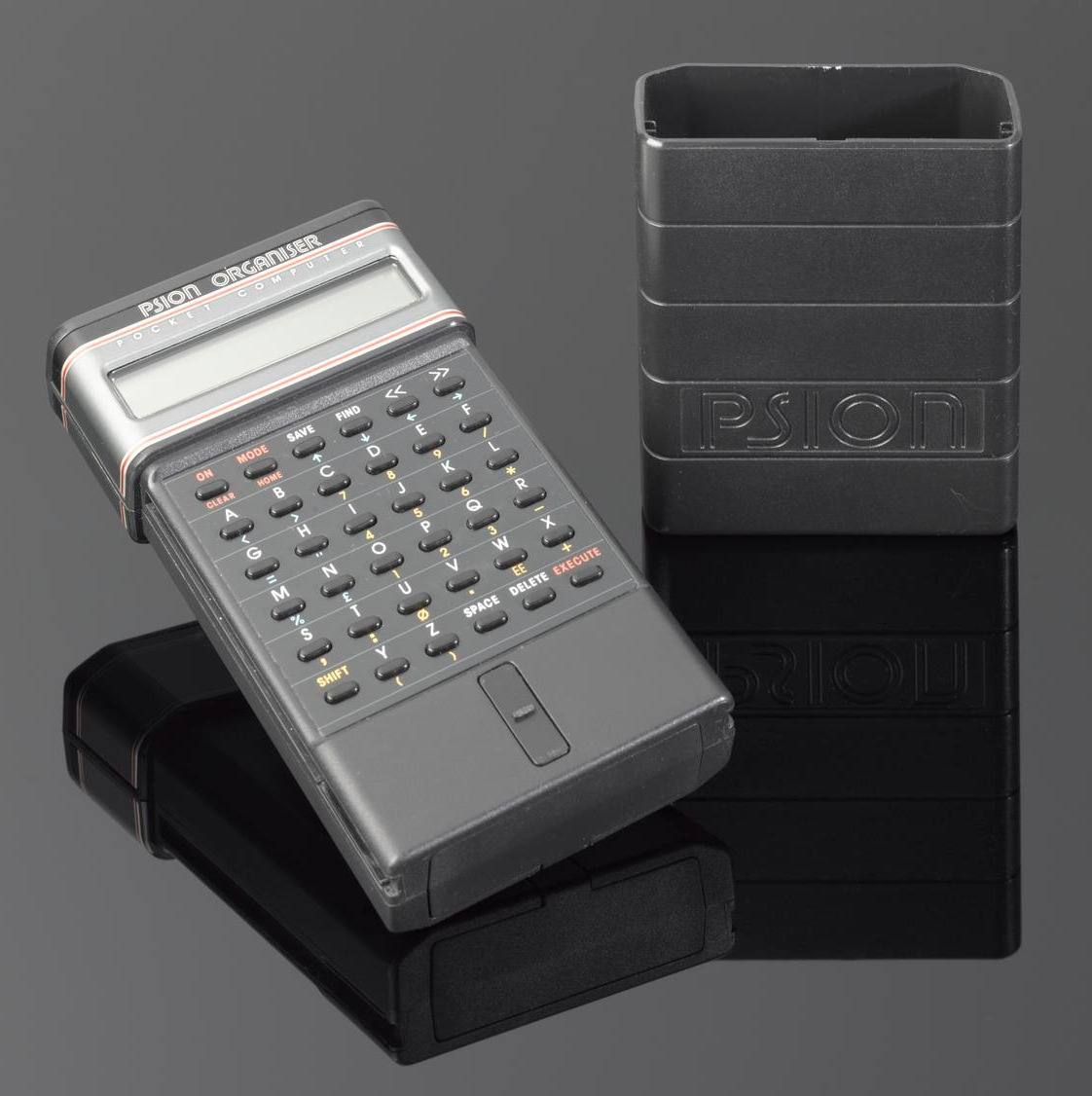
Psion Organiser I (1984)

Créés à l'origine sur le principe d'une calculatrice évoluée, les assistants personnels servent d'agenda, de carnet d'adresses et de bloc-notes. Ils ont d'abord été dotés d'un clavier de petites touches, puis d'un écran tactile, associé alors à un stylet et intégré dans les logiciels de téléphones, tablettes et ordinateurs.
Selon la définition qu'on leur donne, le premier PDA est le Psion Organiser II de Psion, sorti en 1986). Puis la même année apparaît le premier assistant personnel à écran tactile, le IF-8000 de Casio, suivi par le Wizard OZ-7000 (en) de Sharp (1988), le Portfolio d'Atari (1989), le Refalo de Kyocera (1990), et le Series 3 de Psion (1991).

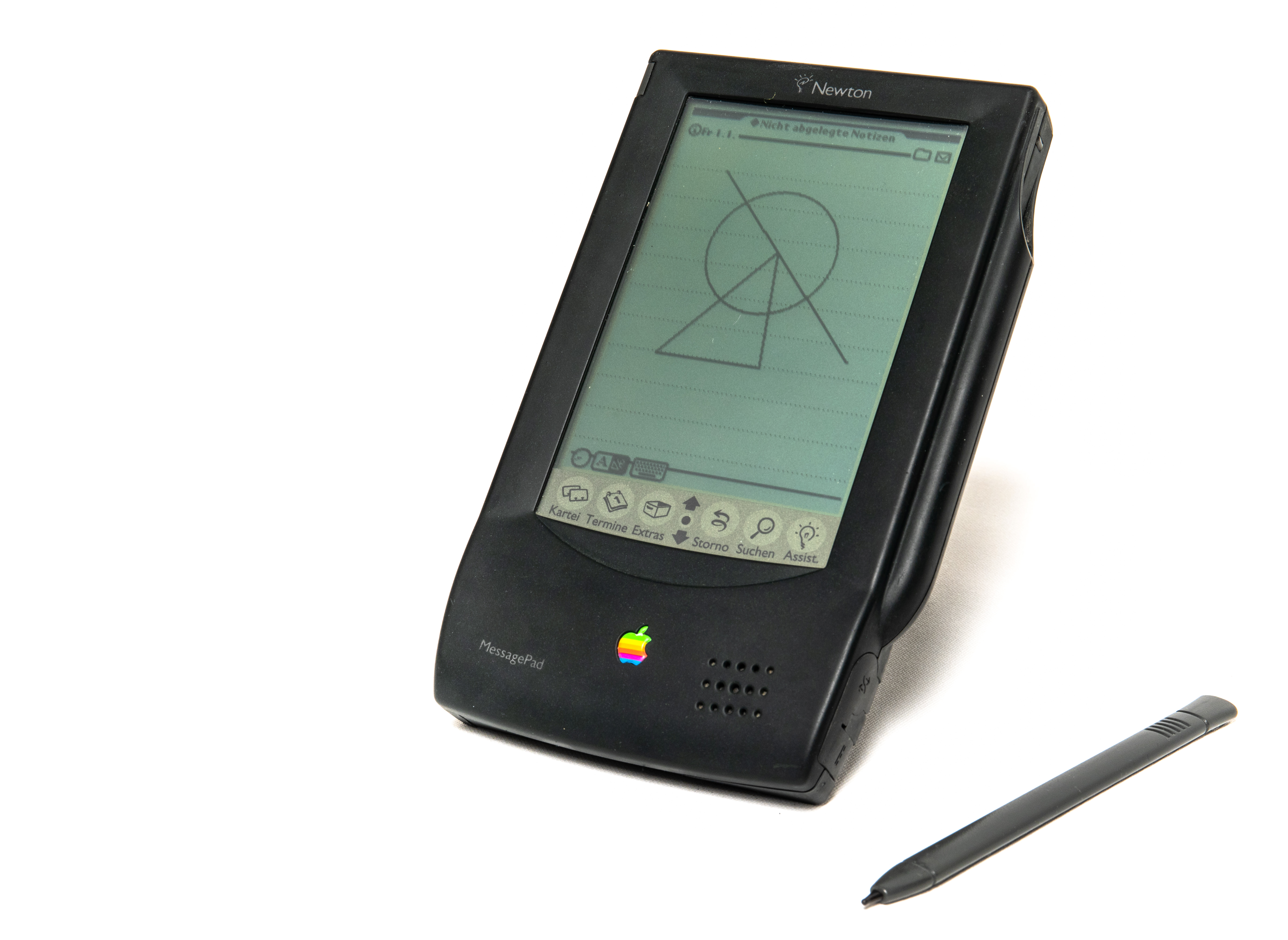
Apple Newton MessagePad (1993)

La première utilisation publique du terme « PDA » remonte à l'été 1992, lors du Consumer Electronics Show à Chicago où John Sculley, alors CEO d'Apple, présenta le Newton.
Progressivement, les avancées techniques permettent aux PDA de combiner, dans un volume réduit, les principales fonctions de la bureautique, du multimédia, de l'Internet, de la géolocalisation et de la téléphonie. Assez vite, les utilisateurs ont pu synchroniser leurs données avec des ordinateurs personnels via des câbles. Puis les capacités sans fil, au début limitées à l'infrarouge, ont été étendues pour accéder à différents types de réseaux via les techniques sans fil ou la téléphonie mobile numérique. La quasi-totalité des PDA modernes disposent d'une connexion Wi-Fi.

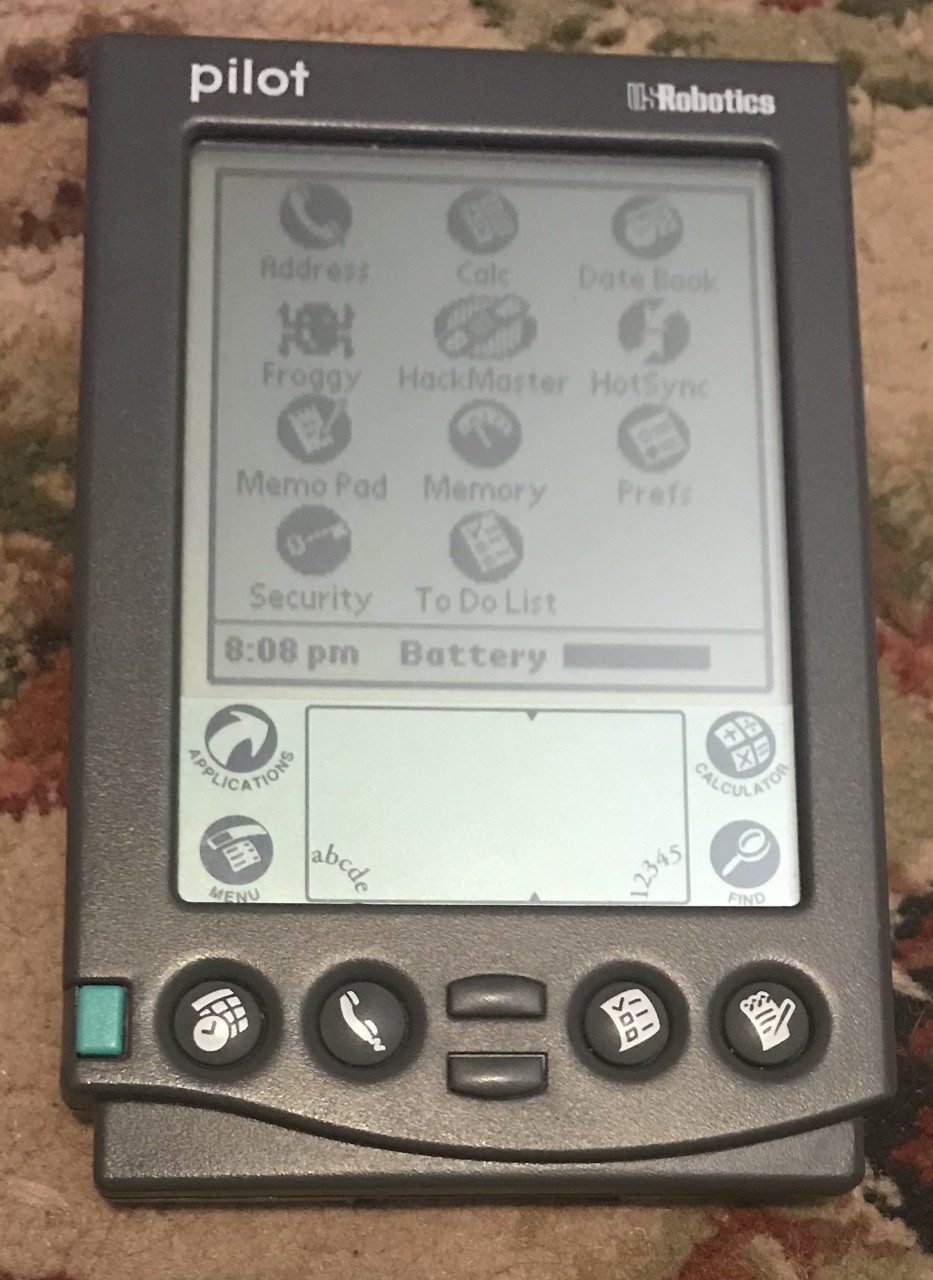
Palm Pilot 1000 (1996)

Comme pour les autres ordinateurs, toutes ces applications s'appuient sur un système d'exploitation qui permet la standardisation de leur fonctionnement et de leur développement.
Les téléphones portables ont intégré des fonctions d'assistant personnel de plus en plus sophistiquées (avec les smartphones ou phablettes) via plusieurs systèmes d'exploitation proposant des usages, performances et compatibilités assez comparables. Les PDA bénéficièrent ainsi rapidement de la reconnaissance vocale simplifiée alors que le détecteur de mouvements ou la télévision y apparaissaient aussi. D'abord en concurrence, les deux familles de produits ont convergé dans un marché attirant les grandes industries et sociétés de services des techniques de l'information et de la communication.

## Caractéristiques matérielles
L'ordinateur de poche est un boîtier qui a l'architecture informatique d'un ordinateur, qui tient dans la main, de la taille approximative d'une grosse calculatrice.
Comme dispositif de pointage, un stylet permet de sélectionner et d'extraire des informations sur l'écran du PDA. Il permet également d'écrire sur un clavier émulé ou bien directement par reconnaissance d'écriture. Il s'agit alors d'écrits simplifiés où chaque caractère correspond à un mouvement particulier du stylet. Pour saisir du texte sur clavier, plusieurs procédés ont été conçus : émulé ou mécanique, intégré ou détachable, restreint aux chiffres ou étendu à l'alphabet. Le stylet tend à être remplacé par l'usage des doigts sur un écran tactile (sauf sur les grandes tablettes : Lenovo ThinkPad, Microsoft Surface Pro, iPad Pro) et l'utilisation de l'accéléromètre 3D (pour, par exemple, faire défiler l'information ou des images à l'écran). La commande vocale est une alternative.
La mémoire interne de certains PDA peut être augmentée en lui adjoignant une mémoire externe sous la forme d'une carte mémoire que l'on enfiche dans l'appareil ou par des stockages en ligne dans le cloud.
Communicant et mobile, l'ordinateur de poche peut intégrer divers types de récepteurs et d'antenne. En Europe, les normes suivantes sont employées en fonction des réseaux employés :
- Pair à pair : infrarouge ou Bluetooth
- Réseau local : Wi-Fi
- Radiotéléphonie : GSM, Edge, GPRS, UMTS/3G ou HSDPA/3G+, désormais la 4G et la 5G
- Positionnement par satellites : GPS, GLONASS, Beidou et Galileo
- Télévision numérique terrestre : DVB-H

## Évolutions, tendances
Les fonctions de dialogue homme-machine se complexifient avec des interfaces dites intelligentes reconnaissant en quasi-temps réel de grandes quantités de contenu écrit, parlé ou photographié plutôt que de simples indexations de contenu. Des chaînes de caractères sont associées au contexte et reconnues comme des entités (noms d'auteurs, de société, de rues, de produits, etc.) et comparées aux recherches antérieures ou d'autres "clients" du service, permettant des associations de plus en plus précises entre les entités et un raisonnement plus élaboré sur ces relations. Le développement du Web sémantique a été lent car très complexe et nécessitant d'énormes ressources informatiques, mais des logiciels spécialisés cherchent à devancer les intentions de l'utilisateur (et à les manipuler dans l'intérêt du commerce souvent). Les éditeurs d'agents personnels peuvent aussi mieux utiliser des API de connaissances académiques pour interpréter plus finement les requêtes des utilisateurs académiques (scientifiques, étudiants…) en utilisant notamment des logiques collaboratives et/ou des services prêts à l'emploi. La prospective rejoint la science-fiction, avec l'apparition des google Glass et de premières interfaces neuronales (encore expérimentales).
Avec Google Now, Cortana et Siri l'assistanat a largement pénétré la « vie digitale » et le monde réel. Il est permis par de premières formes d'intelligence artificielle. Certains auteurs alertent sur les limites des assistants personnels dits intelligents, mais aussi sur les risques et dangers potentiels qui peuvent ou pourraient dans un futur plus ou moins proche leur être associés. D'autres ou les mêmes posent des questions éthiques concernant par exemple les assistants conçus pour deviner nos intentions, qui accèdent à de nombreuses données personnelles qu'ils manipulent et éventuellement partagent, et qui pourraient assez facilement influencer nos choix,)… pour le meilleur et potentiellement le pire si l'on n'apprend pas à en maitriser les risques selon Stephen Hawking et d'autres dans un billet publié en 2014 par le journal The Independent.
Selon eux, à court terme un enjeu est de savoir qui contrôle l'IA (intelligence artificielle) et à long terme il s'agira de savoir s'il peut encore être contrôlé dans tous les domaines où on l'utilisera ; « Bien que nous sommes confrontés potentiellement au meilleur ou à la pire chose qui puisse arriver à l'humanité dans l'histoire, peu de recherches sérieuses portent sur ces questions, en dehors de quelques instituts à but non lucratif tels que le Cambridge Centre for the Study of Existential Risk, le Future of Humanity Institute, the Machine Intelligence Research Institute et le Future of Life Institute. Nous devrions tous nous demander ce que nous pouvons faire maintenant pour améliorer les chances d'en récolter les avantages et d'en éviter les risques » insistaient Hawkins et d'autres scientifiques, intellectuels et philosophes en 2014.

## Logiciels
Les systèmes d'exploitation les plus répandus sont :

### Sur les anciennes machines
- Palm OS édité par la société PalmSource ;
- Symbian OS édité par la société Nokia Corporation ;
- Linux et Qt Extended, en particulier le Zaurus Linux de Sharp, présenté en 2002 ;
- Windows Mobile et Windows Phone de Microsoft ;

### Sur les machines actuelles (tablettes, smartphones, etc.)
- Android, système open source conçu par Google et annoncé officiellement le 15 novembre 2007 ;
- Fire OS d'Amazon (dérivé d'Android).
- iPadOS, système conçu par Apple pour leurs iPad (et iOS pour leurs iPhone, iPod touch)

Des milliers de logiciels (applications) gratuits ou payants sont disponibles, le plus souvent téléchargeables sur Internet.